# Can You Feel the Love Tonight
«Can You Feel the Love Tonight» — сингл з повнометражного анімаційного фільму студії Walt Disney Pictures «Король Лев» 1994 року.
Пісня стала справжнім хітом у британському чарті, зайнявши 14 місце і 4 строку в американському хіт-параді Billboard Hot 100.

## Історія
За початковим задумом пісню в мультфільмі повинні були виконати лише Тімон з Пумбою, але Елтон Джон виступив категорично проти, оскільки не хотів щоб пісня набула комічного ефекту. В самому мультфільмі пісня звучить двічі — перший раз у виконанні Джозефа Вільямса (вокал Сімби), Саллі Дворські (вокал Нали), а також Натаном Лейном і Ерні Сабеллою (голоси Тімона і Пумби), і другий раз під час фінальних титрів у виконанні самого Елтона Джона.
У 1994 році Елтон Джон отримав нагороду «Золотий глобус» за найкращу пісню до фільму.
У 1995 році пісня отримала Премію «Оскар» за найкращу пісню до фільму. Того ж року Елтон Джон отримав Премію «Греммі» у номінації Найкраще чоловіче вокальне поп-виконання.
У 2003 році була видана ремікс-версія.